# 氯酸盐
氯酸盐是氯酸所成的盐类，含有三角锥型的氯酸根离子—ClO3−，其中氯原子的氧化态为+5。氯酸盐有强氧化性，储存时应避免接触有机材料及还原性的物质。
氯酸盐曾用作烟火中的氧化剂，但由于稳定性不高，现大多已被高氯酸盐所代替。

## 制备
金属氯酸盐一般通过氯气通入热的金属氢氧化物溶液中制备，如KClO3的制备反应：
3Cl2 + 6KOH → 5KCl + KClO3 + 3H2O
工业上生产氯酸钾时，先电解氯化钠溶液生成氯酸钠，再使之与钾盐反应沉淀制得氯酸钾。

## 溶解性
所有已知的氯酸盐都可溶于水，汞、锡、铋的氯酸盐需要在氯酸的存在下溶解，而氯酸亚汞和氯酸亚铁不稳定。

## 其他氯含氧酸
氯的其他常见含氧酸列在下表：
| 名称   | 系统命名  | 氧化态 | 化学式 | 盐类名称 |
| ------ | --------- | ------ | ------ | -------- |
| 次氯酸 | 氯(I)酸   | +1     | HClO   | 次氯酸盐 |
| 亚氯酸 | 氯(III)酸 | +3     | HClO2  | 亚氯酸盐 |
| 氯酸   | 氯(V)酸   | +5     | HClO3  | 氯酸盐   |
| 高氯酸 | 氯(VII)酸 | +7     | HClO4  | 高氯酸盐 |